# Leandro Bacuna
Leandro Bacuna (Groningen, 21 de agosto de 1991) é um futebolista neerlandês que atua como meia-direito. Atualmente, defende o Groningen.

## Carreira

### Groningen
Bacuna vem da academia de juniores do FC Groningen. Ele se destacou nos torneios Eurovoetbal, nos quais ele marcou seis vezes em uma partida contra o ZMVV Zeerobben. Na juventude do FC Groningen, ele jogou em várias posições, tanto no meio-campo quanto no ataque. Bacuna estreou em 30 de agosto de 2009 na equipe principal do FC Groningen em uma partida da Eredivisie contra o PSV. Em 28 de outubro de 2009, ele fez seu primeiro gol no futebol profissional em uma partida da Copa KNVB no Vitesse. Groningen ganhou naquele dia com 1-5. Três dias depois, Bacuna começou na base em um jogo da liga contra o AZ. Ele marcou seu primeiro gol na liga no futebol profissional em uma partida contra o Heracles Almelo em 6 de novembro de 2009. FC Groningen venceu com 4-1.
Na temporada 2010/11, Bacuna jogou 24 jogos do campeonato, quatro partidas de play-off e três jogos da copa. Ele marcou duas vezes. Com o FC Groningen, alcançou quase o futebol europeu, mas após um desempate por grandes penalidades nos playoffs, o ADO Den Haag conseguiu o último bilhete da Liga Europa.

### Aston Villa
Bacuna assinou um contrato de três anos com o Aston Villa em 13 de junho de 2013. Isso pagou 1.030.000 €, por ele ao FC Groningen. Bacuna fez seu primeiro gol pelo Aston Villa em 28 de setembro de 2013, contra o Manchester City. Ele também deu essa partida sua primeira assistência para o clube e mais tarde foi proclamado homem da competição. Bacuna em suas duas primeiras temporadas com Villa terminou em décimo quinto e décimo sétimo consecutivos na Premier League, acima do nível de rebaixamento. Ele estendeu seu contrato com o clube em agosto de 2015 até meados de 2020.

### Reading
Bacuna assinou um contrato em agosto de 2017 até meados de 2021 em Reading, o número três do campeonato na temporada anterior. Lá ele conheceu compatriotas tanto no treinador Jaap Stam como nos companheiros de equipe Danzell Gravenberch, Joey van den Berg, Roy Beerens e Pelle Clement.

## Carreira internacional
Após a sua estreia na Eredivisie, Bacuna atacou a equipa neerlandesa de futebol com menos de 19 anos, em meia hora antes de 12 de novembro de 2009. Esta partida foi vencida por 1-0. Dois dias depois, em uma partida contra o Chipre, ele jogou o jogo inteiro.
Bacuna foi selecionado para Jong Oranje em 2011. Para isso, ele estreou em 6 de outubro daquele ano em uma vitória por 1 a 0 contra o Young Austria. Em março de 2016, Bacuna fez sua estreia no time de futebol de Curaçau. Com Curaçau ele venceu em 25 de junho de 2017 a final da Caribbean Cup 2017 ao derrotar a Jamaica por 2-1.
Ele integrou a Seleção Curaçauense de Futebol na Copa Ouro da CONCACAF de 2017.

## Irmão futebolista
Leandro Bacuna é o irmão mais velho de Juninho Bacuna, que estreou em 2015 pelo FC Groningen.